# 格奧爾格-漢斯·萊因哈特
格奧爾格-漢斯·萊因哈特（德語：Georg-Hans Reinhardt，1887年3月1日—1963年11月23日），納粹德國陸軍大將，曾為第3裝甲軍團司令、中央集團軍司令，戰後於「國防軍最高統帥部審判」受審，判有戰爭罪和危害人類罪，處15年有期徒刑，於1952年獲釋。

## 生平
萊因哈特出生在薩克森王國包岑市。第一次世界大戰時加入德軍步兵團作戰。
1934年2月他晉升為陸軍上校沒多久跳升少將；在第二次世界大戰初爆發他領軍在波蘭戰役建立戰功，被頒贈騎士鐵十字勳章，並升級為中將；此場戰爭他是第4裝甲師師長；即便萊因哈特他錯失閃電戰的第一場戰鬥 - 9月1日及2日兩天攻佔Mokra 及Ostrowy兩天結束的戰鬥，可是第4裝甲師是第一支攻佔華沙的德軍部隊。當佔領華沙後，大部份波蘭軍隊已撤退至市郊外，卻仍留四營兵力軍隊抵抗新進城的納粹德軍；波蘭戰役結束後，他率領第4裝甲師移防至西歐前線進攻，此次他閃電戰成功襲擊阿登及駐法英軍，這幾項戰功讓他在1940年6月晉升作「裝甲軍」軍長。法國戰役結束後，萊因哈特在作戰行動代號「海獅行動」──他奉令率領一個裝甲師準備跨海進攻英國，海獅行動是格特·馮·倫德施泰特元帥負責策劃：萊因哈特領一個裝甲師都聽令格特·馮·倫德施泰特元帥命令作為首批登陸英國作戰先頭部隊；但這作戰計劃始終未實現。    
1941年6月,萊因哈特被調派至東戰場於蘇聯領導第41軍，攻至列寧格勒；1941/42年冬天他率軍在冰天雪地包圍困列寧格勒達900天，成功奮力擊退俄國紅軍數次追擊得到「橡葉鐵十字勳章」；1944年他領軍邊戰邊維護俄境至波蘭及東普魯士的德軍佔領地暢通無阻。
1944年8月16日，他升級接任中央集團軍司令，因為與希特勒意見不合（萊因哈特主張撤兵至波蘭戰爭初「德蘇互不侵犯條約」國界邊境，集合殘兵整補再作打算）被撤職回國。  
1945年6月，萊因哈特遭到美軍逮捕並受國防軍最高統帥部審判；他被控以「戰犯」罪名，被判15年徒刑，但是只囚禁4年於1952年他即獲得釋放。

## 軍人獎勳章
- 重傷勳章
- 騎士鐵十字勳章